# Sistema de segundo partido

Second Party System

Los historiadores y politólogos utilizan el término de "sistema de segundo partido" para periodizar el sistema de partido político que operó en los Estados Unidos desde aproximadamente 1828 hasta 1852, después de que terminó el primer sistema de partido. El sistema se caracterizó por un rápido aumento de los niveles de interés de los votantes, a partir de 1828, como lo demuestran la participación el día de las elecciones, los mítines, los periódicos partidistas y los altos grados de lealtad personal a los partidos.
Dos partidos principales dominaron el panorama político: el Partido Demócrata, dirigido por Andrew Jackson,; y el Partido Whig, reunido por Henry Clay de los Republicanos Nacionales y de otros opositores de Jackson. Los partidos menores incluyeron el Partido Antimasónico, un importante innovador de 1827 a 1834; el abolicionista Partido de la Libertad en 1840; y la expansión antiesclavista Partido Suelo Libre en 1848 y 1852. El Segundo Sistema de Partidos reflejó y dio forma a las corrientes políticas, sociales, económicas y culturales de la Era Jacksoniana, hasta que fue sucedido por el Tercer Sistema de Partidos .

## Líderes
Entre las figuras más conocidas del lado demócrata estaban: Andrew Jackson, Martin Van Buren, John C. Calhoun, James K. Polk, Lewis Cass y Stephen Douglas. Del lado Whig estaban John Quincy Adams, Henry Clay, Daniel Webster Y William H. Seward Segun el historiador Robert V. Remini:
Según el historiador Robert Remini:
La contribución creativa de Van Buren al desarrollo político de la nación fue enorme y, como tal, se ganó su camino a la presidencia. Después de hacerse con el control del Partido Republicano de Nueva York, organizó la Regencia de Albany para gobernar el estado en su ausencia mientras seguía una carrera nacional en Washington. La Regencia era un cónsul gobernante en Albany que constaba de un grupo de hombres políticamente astutos y muy inteligentes. Fue una de las primeras maquinarias políticas estatales en el país cuyo éxito fue el resultado de su uso profesional del patrocinio, el caucus legislativo y el periódico oficial del partido... [En Washington] trabajó para lograr la reorganización del Partido Republicano. Partido a través de una alianza entre lo que él llamó "los hacendados del sur y los republicanos simples del norte".... Hasta ahora los partidos se consideraban males que debían tolerarse; Van Buren argumentó que el sistema de partidos era la forma más sensata e inteligente de conducir democráticamente los asuntos de la nación, un punto de vista que eventualmente ganó la aprobación nacional.

## Orígenes
La elección presidencial de 1824 se llevó a cabo sin partidos políticos y se redujo a una carrera de cuatro hombres. Cada candidato (Henry Clay, William Crawford, Andrew Jackson y John Quincy Adams), todos nominalmente republicanos demócratas, tenía una base regional de apoyo que involucraba facciones en los distintos estados. Sin mayoría en el colegio electoral, la elección recayó en la Cámara de Representantes de los Estados Unidos. Clay no estuvo entre los tres finalistas, pero como presidente de la Cámara negoció el acuerdo. Jackson, a pesar de haber obtenido la mayor cantidad de votos populares y la mayor cantidad de votos electorales, no fue elegido. John Quincy Adams, hijo del ex presidente John Adams, fue elegido e inmediatamente eligió a Clay como Secretario de Estado.
Jackson denunció en voz alta este "acuerdo corrupto". Haciendo una campaña vigorosa, lanzó una cruzada contra la corrupción que vio en Washington, especialmente relacionado con los bancos. Apelando tanto a las compañías de milicias locales (como el más famoso de los combatientes indios de la nación y héroe de la guerra de 1812) como a las facciones políticas estatales, Jackson reunió una coalición, el embrionario Partido Demócrata, que derrocó a Adams en 1828. Martin Van Buren, brillante líder de la política de Nueva York, fue el ayudante clave de Jackson, aportando los muchos votos electorales de Virginia y Pensilvania. Su recompensa fue el nombramiento como Secretario de Estado y posterior nominación y elección a la vicepresidencia como heredero de la tradición jacksoniana. El ala Adams-Clay del Partido Demócrata-Republicano se conoció como los Republicanos Nacionales, aunque Adams nunca se consideró un miembro leal del partido.

Como Norton explica el triunfo jacksoniano en 1828:
Los jacksonianos creían que finalmente había prevalecido la voluntad del pueblo. A través de una coalición de partidos estatales, líderes políticos y editores de periódicos generosamente financiada, un movimiento popular había elegido al presidente. Los demócratas se convirtieron en el primer partido nacional bien organizado de la nación... y la organización estricta del partido se convirtió en el sello distintivo de la política estadounidense del siglo XIX.
Detrás de las plataformas emitidas por los partidos estatales y nacionales se encontraba una perspectiva política ampliamente compartida que caracterizaba a los demócratas:
Los demócratas representaban una amplia gama de puntos de vista, pero compartían un compromiso fundamental con el concepto jeffersoniano de sociedad agraria. Vieron al gobierno central como el enemigo de la libertad individual. El "acuerdo corrupto" de 1824 había fortalecido su desconfianza hacia la política de Washington: los jacksonianos temían la concentración del poder económico y político. Creían que la intervención del gobierno en la economía beneficiaba a grupos de intereses especiales y creaba monopolios corporativos que favorecían a los ricos, por lo que buscaron restaurar la independencia del individuo, el artesano y el agricultor ordinario, poniendo fin al apoyo federal a los bancos y corporaciones y restringiendo el uso del papel moneda, del cual desconfiaban. Su definición del papel adecuado del gobierno tendía a ser negativa, y el poder político de Jackson se expresaba en gran medida en actos negativos. Ejerció el veto más que todos los presidentes anteriores juntos. Jackson y sus partidarios también se opusieron a la reforma como movimiento. Los reformadores deseosos de convertir sus programas en legislación pidieron un gobierno más activo. Pero los demócratas tendieron a oponerse a programas como la reforma educativa y el establecimiento de un sistema de educación pública. Creían, por ejemplo, que las escuelas públicas restringían la libertad individual al interferir con la responsabilidad de los padres y socavaban la libertad de religión al reemplazar las escuelas religiosas. Jackson tampoco compartía las preocupaciones humanitarias de los reformadores. No tenía simpatía por los indios americanos, por lo que inició la eliminación de los cheroquiés a lo largo del Camino de las Lágrimas.
Otros historiadores han examinado el surgimiento del Sistema de Segundo Partido a nivel local. Por ejemplo, Bruce Bendler argumenta que en Nueva Jersey los mismos cambios dramáticos que estaban remodelando el resto del país fueron especialmente marcados en ese estado en la década de 1820. Un nuevo sistema político surgió a fines de la década cuando los votantes se polarizaron en apoyo u oposición a Jackson. Además, la "Revolución del mercado" estaba en marcha, ya que la industrialización y las redes de transporte mejoradas hicieron que el panorama general fuera más importante que la economía local, y los empresarios y políticos se convirtieron en líderes para acelerar los cambios. Por ejemplo, William N. Jeffers del condado de Salem, Nueva Jersey, basó su éxito político en el liderazgo con las fuerzas jacksonianas a nivel local, mientras al mismo tiempo construía su fortuna con una autorización bancaria y construía un molino de vapor.

## Jackson:Guerra Bancaria
Jackson se consideraba un reformador, pero estaba comprometido con los viejos ideales del republicanismo y se oponía amargamente a cualquier cosa que oliera a favores especiales para intereses especiales. Si bien Jackson nunca participó en un duelo como presidente, antes había disparado contra oponentes políticos y estaba igual de decidido a destruir a sus enemigos en los campos de batalla de la política. El Sistema del Segundo Partido surgió principalmente debido a la determinación de Jackson de destruir el Segundo Banco de los Estados Unidos. Con sede en Filadelfia y oficinas en las principales ciudades de todo el país, el banco autorizado por el gobierno federal operaba como un banco central (como el Sistema de la Reserva Federal un siglo después). Los banqueros locales y los políticos molestos por los controles ejercidos por Nicholas Biddle se quejaron en voz alta. A Jackson no le gustaba ningún banco (el papel moneda era un anatema para Jackson; creía que solo el oro y la plata ["especie"] deberían circular). Después de hercúleas batallas con Henry Clay, su principal antagonista, Jackson finalmente rompió el banco de Biddle.
Jackson continuó atacando el sistema bancario: su ley Specie Circular de julio de 1836 rechazó el papel moneda emitido por los bancos (ya no podía usarse para comprar tierras federales), insistiendo en las monedas de oro y plata. La mayoría de los empresarios y banqueros (pero no todos) se pasaron al partido Whig, y las ciudades comerciales e industriales se convirtieron en baluartes Whig. Mientras tanto, Jackson se hizo aún más popular entre los agricultores de subsistencia y los jornaleros que desconfiaban de los banqueros y las finanzas, convirtiendose en una especie de clientelismo agrícola.

### Spoil System
Jackson usó sistemáticamente el sistema de patrocinio federal, lo que se llamó Spoil System. Jackson no solo recompensó a los seguidores anteriores; prometió trabajos futuros si los políticos locales y estatales se unían a su equipo. 

Como explica Syrett: Cuando Jackson se convirtió en presidente, implementó la teoría de la rotación en el cargo, limitando al presidente de los Estados Unidos a dos mandatos de cuatro años, declarándola "un principio fundamental en el credo republicano". Él creía que la rotación en el cargo evitaría el desarrollo de un servicio civil corrupto. Por otro lado, los partidarios de Jackson querían utilizar el servicio civil para recompensar a los leales al partido para fortalecerlo. En la práctica, esto significó reemplazar a los funcionarios públicos con amigos o leales al partido en esos cargos. El Spoil System no se originó con Jackson, sino bajo la presidencia Thomas Jefferson cuando destituyó a los funcionarios federalistas después de asumir el cargo. Además, Jackson no eliminó a todo el servicio civil. Al final de su mandato, Jackson solo había despedido a menos del 20% del servicio civil original. Si bien Jackson no inició el Spoil System, sí alentó su crecimiento y se convirtió en una característica central del Sistema de Segundo Partido, así como del Sistema de Tercero, hasta que terminó en la década de 1890. Como explica un historiador:
"Aunque Jackson despidió a muchos menos empleados del gobierno de lo que la mayoría de sus contemporáneos imaginaron y aunque él no originó el Spoil System, hizo cambios más radicales en la burocracia federal que cualquiera de sus predecesores. Lo que es aún más significativo es que defendió estos cambios como un bien positivo. En la actualidad, cuando el uso del clientelismo político se considera generalmente un obstáculo para un buen gobierno, vale la pena recordar que Jackson y sus seguidores invariablemente describieron la rotación en los cargos públicos como una "reforma". Era más que una forma de recompensar a los amigos de Jackson y castigar a sus enemigos; también era un dispositivo para destituir de los cargos públicos a los representantes de los grupos políticos minoritarios que, según insistía Jackson, se habían corrompido por su largo mandato".

## Whigs modernizados
Teniendo ambos partidos un ancestro común, los whigs y los demócratas coincidieron en muchos principios básicos: ambos estaban fuertemente comprometidos con los ideales del republicanismo en los Estados Unidos. En la mayor parte de los Estados Unidos, los whigs eran más exclusivos, mejor educados, más urbanos y más emprendedores; los demócratas eran más fuertes en la frontera y en las zonas agrícolas de subsistencia. Los inmigrantes católicos, especialmente irlandeses y alemanes, eran demócratas en gran medida y con entusiasmo, mientras que los protestantes evangélicos y los inmigrantes ingleses y escoceses-irlandeses eran típicamente whigs. Como explica Norton, hubo grandes diferencias de política:
Los whigs favorecieron la expansión económica a través de un gobierno activista,  mientras que los demócratas a través de un gobierno central limitado. Los whigs apoyaron los estatutos corporativos, un banco nacional y el papel moneda; Los demócratas se opusieron a los tres. Los whigs también estaban a favor de más reformas humanitarias que los demócratas, incluidas las escuelas públicas, la abolición de la pena capital, la reforma de las prisiones y el asilo y la templanza. Los whigs eran más optimistas que los demócratas, en términos generales, y más emprendedores. No se opusieron a ayudar a un grupo específico si al hacerlo promovería el bienestar general. Argumentaron que la constitución de corporaciones expandió las oportunidades económicas para todos, trabajadores y agricultores por igual. Los demócratas, desconfiados del poder económico concentrado y de la coerción moral y económica, se aferraron al principio jeffersoniano de gobierno limitado.
Mientras tanto, modernizadores económicos, banqueros, hombres de negocios, granjeros comerciales, muchos de los cuales ya eran republicanos nacionales, y plantadores sureños enojados por el enfoque de Jackson a la crisis de anulación (Carolina del Sur vs Otros Estados) se movilizaron en una nueva fuerza anti-Jackson; se llamaban a sí mismos whigs. Así como los whigs de 1776 eran patriotas que lucharon contra la tiranía del rey Jorge III , también el nuevo partido se vio a sí mismo luchando contra el "rey Andrés". En el noreste, una cruzada moralista contra la orden masónica altamente reservada maduró hasta convertirse en un partido político regular, los antimasones, que pronto se combinarian con los Whigs. Jackson se defendió mediante el uso agresivo del patrocinio federal, alianzas oportunas con líderes locales y una retórica que identificaba al Banco y sus agentes como la mayor amenaza para el espíritu republicano. Eventualmente, sus partidarios se llamaron a sí mismos "demócratas". Los Whigs tenían un elaborado programa para modernizar la economía. Para estimular la creación de nuevas fábricas, propusieron un arancel elevado sobre los productos manufacturados importados.
Los demócratas dijeron que eso engordaría a los ricos; el arancel debe ser bajo, "solo para ingresos" (por lo tanto, no para fomentar la fabricación). Los whigs argumentaron que se necesitaban bancos y papel moneda; los demócratas respondieron que ningún hombre honesto los quiere. Los programas de obras públicas para construir caminos, canales y vías férreas le darían al país la infraestructura que necesita para un rápido desarrollo económico, dijeron los Whigs. Los demócratas respondieron que no querían ese tipo de cambio complejo. Más bien, los demócratas pidieron más de lo mismo, especialmente más granjas para criar a las familias al estilo tradicional. Se necesita más tierra para eso, dijeron los demócratas, por lo que impulsaron la expansión hacia el sur y el oeste. Jackson conquistó Florida para los Estados Unidos. A pesar de la intensa oposición Whig, su heredero político, James Polk (1845-1849) agregó Texas, el suroeste, California y Oregón. El siguiente en la agenda demócrata sería Cuba.
En la mayoría de las ciudades, los hombres ricos eran sólidamente whig: entre el 85 y el 90% de los hombres que valían más de 100 000 dólares en Boston y la ciudad de Nueva York votaron por los whig. En la América rural, los whigs eran más fuertes en las ciudades comerciales y las áreas comerciales, y los demócratas eran más fuertes en la frontera y en las áreas más aisladas. Las comunidades étnicas y religiosas solían seguir el mismo camino, con católicos irlandeses y alemanes demócratas y protestantes pietistas más whigs

## Legado Jacksoniano
Gienapp (1982) señala que el sistema político estadounidense experimentó un cambio fundamental después de 1820 bajo la rúbrica de la democracia jacksoniana. Si bien el propio Jackson no inició los cambios, aprovechó en 1828 y simbolizó muchos de los cambios. Por primera vez la política asumió un papel central en la vida de los votantes. Antes de eso, la deferencia a las élites de la clase alta y la indiferencia general la mayor parte del tiempo caracterizaron la política local en todo el país. Las leyes de sufragio no tenían la culpa porque permitían la participación masiva de hombres blancos; bastante pocos hombres estaban interesados en la política antes de 1828, y aún menos votaron o se comprometieron porque la política no parecía importante. Los cambios siguieron al impacto psicológico del pánico de 1819 y la elección de Andrew Jackson en 1828, con su personalidad carismática y políticas controvertidas. Para 1840, argumenta Gienapp, la revolución estaba completa: "Con el pleno establecimiento del segundo sistema de partidos, las campañas se caracterizaron por apelaciones al hombre común, reuniones masivas, desfiles, celebraciones y un entusiasmo intenso, mientras que las elecciones generaron una alta participación de votantes. En estructura e ideología, la política estadounidense se había democratizado".

## Estrategias de Partido

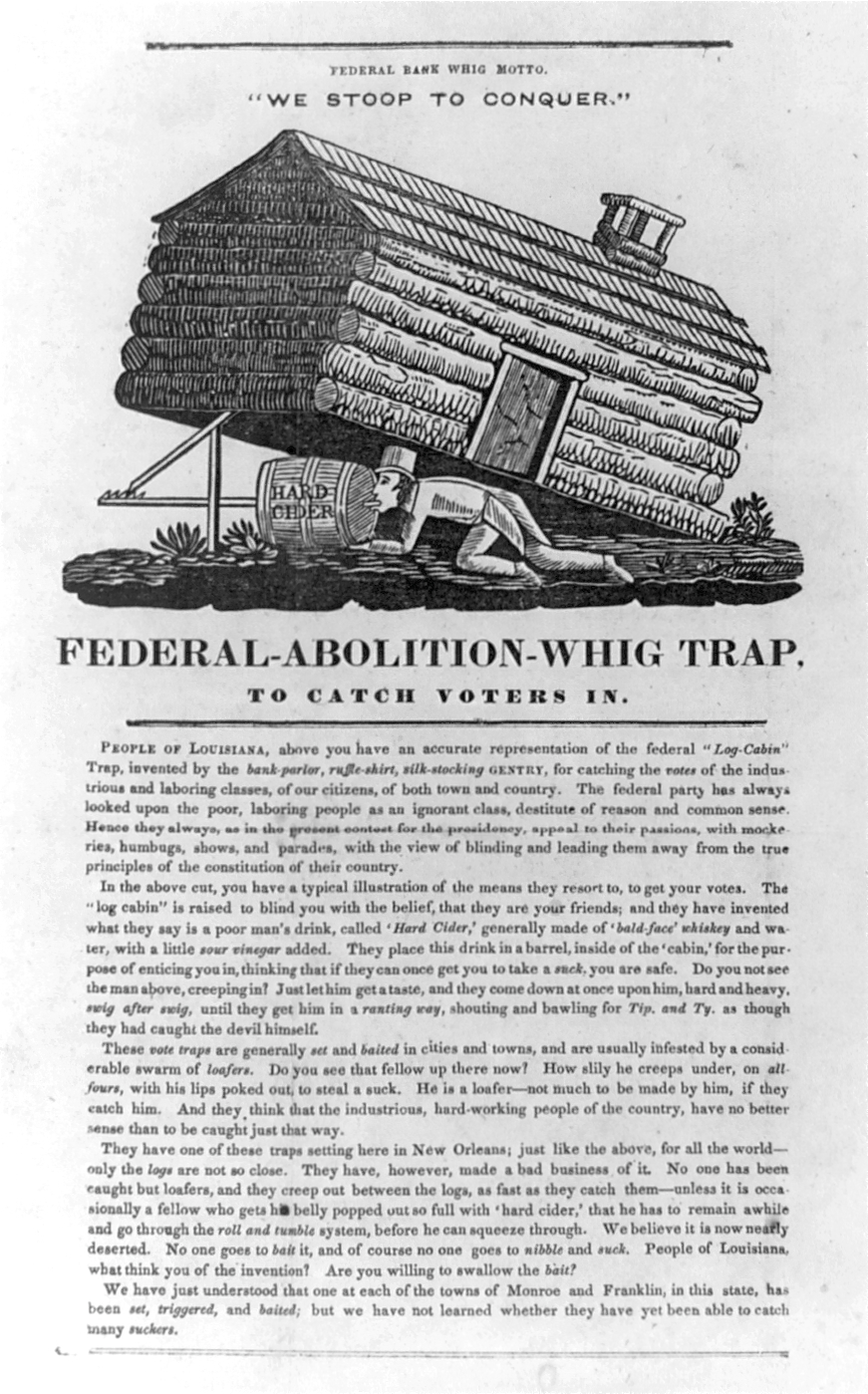
Poster democrático de 1840 alertando que la campaña de los Whigs era una trampa para gente pobre.

Ambos partidos dependían en gran medida de su red nacional de periódicos. Algunos editores fueron los actores políticos clave en sus estados, y la mayoría de ellos llenaron sus periódicos con información útil sobre mítines, discursos y candidatos, así como el texto de los principales discursos y plataformas de campaña.

### Puntos fuertes partidarios
Los Whigs construyeron una fuerte organización partidaria en la mayoría de los estados; sólo eran débiles en el sur. Eran más fuertes en el noreste y entre los empresarios, comerciantes, granjeros comerciales y profesionales. Los whigs usaron los periódicos de manera efectiva y pronto adoptaron las emocionantes técnicas de campaña que atrajeron a entre el 75 y el 85 % de los votantes elegibles a las urnas. Abraham Lincoln (temprano whig) emergió como líder en Illinois en 1832, donde generalmente fue superado por un político aún más talentoso, Stephen Douglas (democráta). Si bien Douglas y los demócratas estaban algo por detrás de los whigs en el trabajo periodístico, compensaron esta debilidad enfatizando la lealtad al partido. Cualquiera que asistiera a una convención demócrata (ya sea a nivel distrito o nacional), estaba obligado por el honor a apoyar al candidato final, le gustara o no. Esta regla produjo numerosos desacuerdos, pero en general los demócratas controlaron y movilizaron a sus bases más efectivamente que los Whigs.
La mayoría de los hombres prominentes en la mayoría de los pueblos y ciudades eran whigs y controlaban los cargos locales y las judicaturas, además de muchos cargos estatales. Así, el resultado del proceso político fue mixto. En Springfield, Illinois, un fuerte enclave Whig en una región demócrata, se demostró en las encuestas que el ascenso de los Whigs tuvo lugar en 1836 en oposición a la candidatura presidencial de Martin Van Buren y se consolidó en 1840. Sin embargo, en las elecciones generales de Illinois de 1836 y 1840 los Whings (comandados por William Henry Harrison) perdieron ajustadamente las elecciones contra Douglas, con un promedio de 47% de votantes Whings. Estos votantes eran en su mayoría eran nativos, hombres profesionales o propietarios de granjas, y dedicados a la organización partidista (en contra de la inmigración irlandesa). La carrera de Abraham Lincoln refleja el ascenso político de los whigs, pero en la década de 1840, Illinois comenzó a caer en manos de los demócratas, ya que los inmigrantes (irlandeses y alemanes) cambiaron la composición política de la ciudad.

### Demócratas dominantes en 1852
Para la década de 1850, la mayoría de los líderes del Partido Demócrata habían aceptado muchas ideas Whiggish, y nadie podía negar que la modernización económica de las fábricas y los ferrocarriles avanzaba rápidamente. Los viejos problemas económicos murieron casi al mismo tiempo que viejos líderes como Calhoun, Webster Clay, Jackson y Polk desaparecieron de la escena. Surgieron nuevos temas, especialmente las cuestiones de la esclavitud, el nativismo y la religión. 1852 fue el último hurra para los whigs; todos se dieron cuenta de que solo podían ganar si los demócratas se dividían en dos. Con la reaparición de Free Soil después de 1852, el dominio demócrata parecía asegurado. Los Whigs hicieron los movimientos, pero tanto las bases como los líderes se retiraron en silencio. En 1853 y 1857 fueron elegidos como presidentes los candidatos demócratas Franklin Pierce y James Buchanan (indiferente al creciente avance de la secesión)

### Whigs y su decadencia
Una debilidad fundamental fue su incapacidad para tomar una posición sobre la esclavitud. Como coalición de republicanos nacionales del norte y anuladores del sur, los whigs en cada una de las dos regiones tenían puntos de vista opuestos sobre la esclavitud. Por lo tanto, el partido Whig solo pudo realizar campañas exitosas siempre que se ignorara el problema de la esclavitud.
Esto salió a flote en la década de 1850, la cuestión de la esclavitud dominaba el panorama político: La Ley Kansas-Nebraska de 1854 (firmada por Pierce)  permitió la esclavitud en algunos territorios donde antes estaba prohibida, dejando la elección a la soberanía popular y los whigs, incapaces de ponerse de acuerdo sobre un enfoque del tema, comenzaron a desintegrarse en 1854. En este contexto, la mayoría de los militantes del partido en los Estados del Norte se unieron para fundar un nuevo partido; el Partido Republicano. Sin embargo, ningún militante del antiguo Partido Whig en los estados del Sur se incorporó al nuevo partido, ya que los whigs sureños rechazaban la ideología antiesclavista del Partido Republicano. 
Algunos Whigs se quedaron, afirmando que, con las alternativas de un partido Republicano pro-Norte y un Partido Demócrata pro-Sur, ellos eran el único partido político que podía preservar la Unión. En 1856, los Whigs restantes respaldaron la campaña Know Nothing (recientemente apodados como American Party, en contra de los inmigrantes irlandeses) de Millard Fillmore, y posteriormente a la candidatura de John C Bell. Bell fue un parlamentario independiente (haciéndose llamar Whing), que 1857 Bell se incorporó al American Party.
Ante las elecciones presidenciales del año 1860, un grupo de antiguos whigs del Sur y del Norte (ya que algunos de los whigs norteños no se habían convertido en republicanos por temor a que el antiesclavismo dividiera al país) se reagruparon en un intento por resucitar al viejo partido difunto; y terminaron fusionándose con el Partido Americano para fundar un nuevo movimiento llamado Partido de la Unión Constitucional. El nuevo partido pretendía ser una opción moderada (3era opción) que se presentaba como alternativa al radicalismo de demócratas y republicanos. Esta convención nombró a John C. Bell de Tennessee como candidato presidencial
Con el estallido de la Guerra Civil en 1861, el partido Whig y su propósito dejaron de existir definitivamente.